# Angelo Marzi
Angelo Marzi, dal 1537 Angelo Marzi-Medici (San Gimignano, 25 maggio 1477 – Firenze, 5 settembre 1546), è stato un vescovo cattolico italiano.

## Biografia

### Carriera notarile
Nacque nel 1477, figlio del commerciante Michele Marzi, discendente di una famiglia attestata a San Gimignano sin dal XIV secolo, e di Lena (forse diminutivo di Maddalena). Tre dei cinque figli della coppia furono avviati allo studio di notaio, e tra essi lo stesso Angelo.
Alla fine degli studi, fu creato notaio il 26 agosto 1496 dal conte palatino Lattanzio Casucci, mentre il 3 agosto 1503 venne riconosciuto come notaio a Firenze. Decise quindi di dedicarsi alla carriera di notaio itinerante nelle corti di giustizia delle terre sotto il controllo fiorentino, che che gli offrì l’opportunità di entrare in contatto con alcuni membri della classe dirigente fiorentina.
Nel dicembre 1504 entrò al servizio di Francesco de’ Medici (appartenente ad un ramo cadetto della famiglia Medici), capitano della Montagna di Pistoia, e lo seguì quando divenne capitano di Cortona (aprile 1508), e quando fu inviato a Pistoia per pacificare la città (1514), divenendo in quel contesto cancelliere di Francesco. Il rapporto in seguito si estese anche ai due fratelli di Angelo, Pierpaolo e Vincenzo (anch'essi notai), che in varie occasioni fecero parte dei seguiti di Francesco e di Giovenco de’ Medici (fratello del precedente).
Nel 1506 si sposò con Cornelia di Bartolomeo Benvenuto, originaria di San Gimignano, da cui nel novembre 1522 ebbe un figlio, il quale però morì ancora infante.
Tra la fine del 1510 e l'inizio 1511 divenne coadiutore nella seconda cancelleria della Repubblica (di cui era titolare Niccolò Machiavelli), trasferendosi a Firenze. Rimase al suo posto dopo il rientro dei Medici (1512). Il 3 giugno 1516 ottenne la promozione a cancelliere come promozione per la sua fedeltà alla famiglia Medici, mentre il 30 agosto 1519 ottenne la piena cittadinanza fiorentina. 
Per via dei suoi stretti legami con i Medici, nel 1527 subì l'esilio da Firenze e si recò prima a Lucca, poi a Roma, sotto la protezione di papa Clemente VII, esponente della famiglia Medici.  

### Impegno ecclesiastico
Rimasto vedovo, nei primi mesi del 1528 fu ordinato sacerdote e il 10 novembre 1529 il pontefice lo nominò vescovo di Assisi. Frequentò assai poco la sua diocesi, anche per via degli incarichi che gli vennero assegnati. Il 5 agosto 1530 divenne governatore di Fano (in seguito fu anche governatore a Bologna), dopo il rientro dei Medici a Firenze fu richiamato a svolgere l'incarico di cancelliere e in seguito divenne maestro di casa del duca di Firenze Alessandro de' Medici. Quando questi fu assassinato, si adoperò per salvare parte del patrimonio ducale e per mantenere l'ordine in città.  
Il nuovo duca Cosimo I, per ricompensare i servizi resi alla sua casata nei decenni precedenti, il 1º ottobre 1537 concesse alla famiglia Marzi le insegne della famiglia Medici, con la facoltà di aggiungere al proprio cognome quello della famiglia ducale. 
Nel frattempo Clemente VII gli aveva concesso una pensione di 100 fiorini d'oro sulle rendite delle abbazie di San Michele alla Verruca e Sant'Ermete d’Orticaia (entrambe nell'arcidiocesi di Pisa). Nel corso del 1541 papa Paolo III accolse la sua rinuncia al governo pastorale della diocesi di Assisi, mentre nel 1544 divenne priore della basilica di San Lorenzo a Firenze. 
Morì nel 1546 a Firenze e fu sepolto nella basilica della Santissima Annunziata.